# Giacomo Guidi
Giacomo Guidi (16 de septiembre de 1982) es un deportista italiano que compitió en esgrima, especialista en la modalidad de sable.
Ganó una medalla de plata en el Campeonato Mundial de Esgrima de 2002 y dos medallas de plata en el Campeonato Europeo de Esgrima, en los años 2002 y 2003.

## Palmarés internacional
| Campeonato Mundial | Campeonato Mundial | Campeonato Mundial | Campeonato Mundial |
| Año                | Lugar              | Medalla            | Prueba             |
| ------------------ | ------------------ | ------------------ | ------------------ |
| 2002               | Lisboa (Portugal)  | Medalla de plata   | Sable por equipos  |
| Campeonato Europeo |                    |                    |                    |
| Año                | Lugar              | Medalla            | Prueba             |
| 2002               | Moscú (Rusia)      | Medalla de plata   | Sable por equipos  |
| 2003               | Bourges (Francia)  | Medalla de plata   | Sable por equipos  |